# داريل روبرتس
داريل روبرتس (بالإنجليزية: Darryl Roberts)‏ (مواليد 26 سبتمبر 1983 في سانت جوزيف) لاعب كرة قدم ترينيدادي دولي يجيد اللعب في خط الهجوم . يلعب حاليا لصالح نادي دينيزليسبور التركي منذ 2008 .

## روابط خارجية
- داريل روبرتس على موقع الاتحاد الدولي (مؤرشف)  (الإنجليزية)
- داريل روبرتس على موقع اتحاد تركيا (لاعب) (الإنجليزية)
- داريل روبرتس على موقع قاعدة بيانات كرة القدم.إي يو (الإنجليزية)
- داريل روبرتس على موقع ناشيونال فوتبول تيمز (الإنجليزية)
- داريل روبرتس على موقع عالم كرة القدم.نت (الإنجليزية)
- داريل روبرتس على موقع كووورة